# Monomorium pallidum
Monomorium pallidum är en myrart som beskrevs av Horace Donisthorpe 1918. Monomorium pallidum ingår i släktet Monomorium och familjen myror. Inga underarter finns listade i Catalogue of Life.